# Hôtel de Saint-Aignan

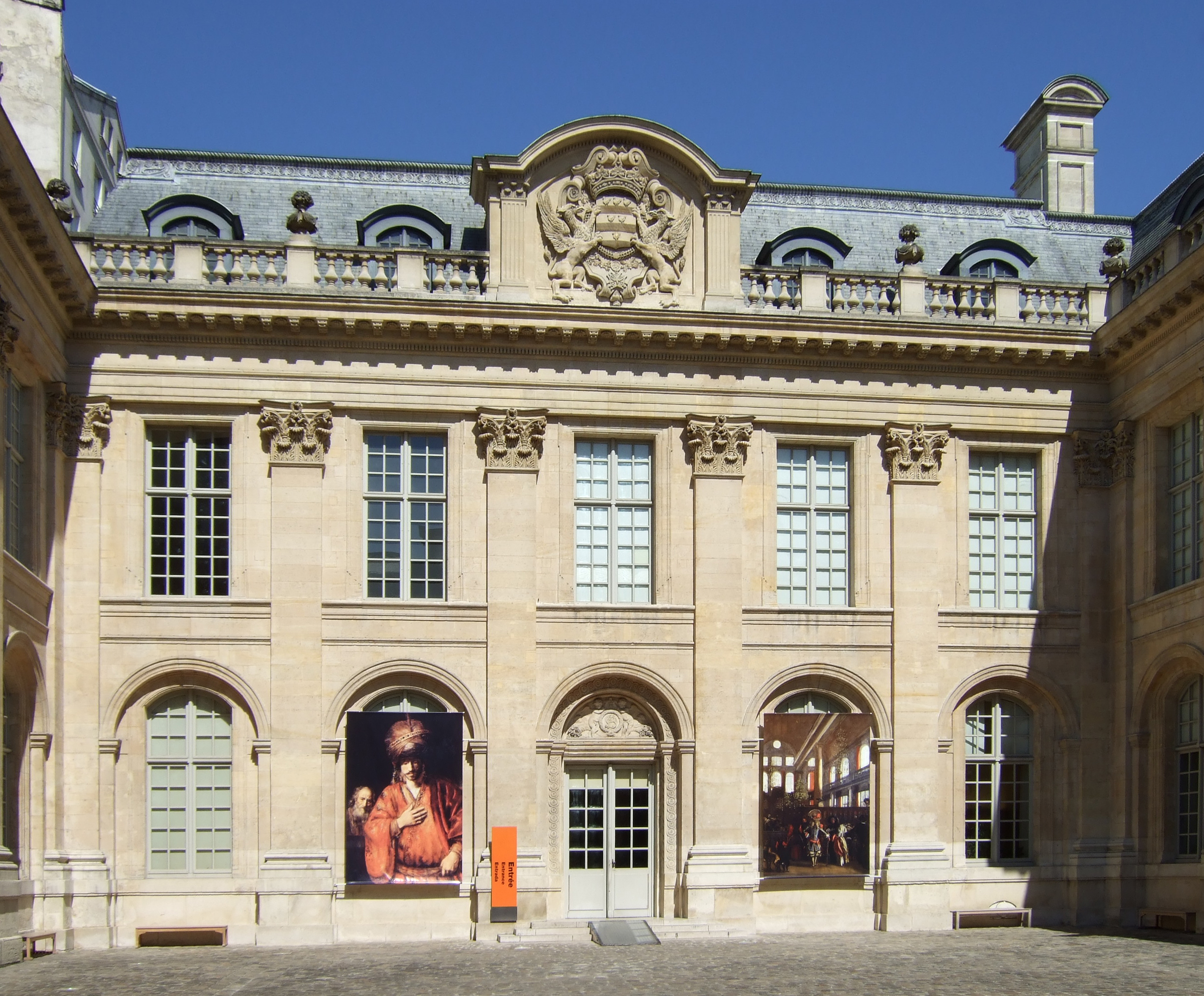
Hôtel de Saint-Aignan

Das Hôtel de Saint-Aignan ist ein Hôtel particulier aus dem 17. Jahrhundert, in dem seit 1998 das Musée d’art et d’histoire du Judaïsme untergebracht ist. Es befindet sich in der Rue du Temple Nr. 71 im 3. Arrondissement von Paris in der Nähe des Centre Georges Pompidou. Die nächste Metrostation ist Rambuteau der Linie 11. Das Hôtel de Saint-Aignan wurde 1988 in die Liste der französischen Baudenkmäler als Monument historique aufgenommen.

## Geschichte
Das Gebäude wurde von 1644 bis 1650 von dem Architekten Pierre Le Muet für Claude de Mesmes, Comte d'Avaux, errichtet, der Botschafter unter Ludwig XIV. und Mitunterzeichner des Westfälischen Friedens war. Nach ihm wurde es ursprünglich Hôtel d'Avaux genannt. 1688 erwarb Paul de Beauvilliers, Duc de Saint-Aignan und Schwiegersohn von Colbert, den Stadtpalast. Er ließ ihn umbauen und vergrößern und betraute André Le Nôtre mit der Gestaltung des Gartens. Im 18. Jahrhundert wechselte das Hôtel particulier mehrmals den Besitzer. Während der Französischen Revolution wurde der Adelspalast Nationaleigentum. 1795 wurde hier die Verwaltung der siebten Municipalité, später das Bürgermeisteramt des früheren 7. Arrondissements von Paris eingerichtet.
1823 gelangte das Hôtel wieder in Privatbesitz und ab der Mitte des 19. Jahrhunderts wurde es in Mietwohnungen aufgeteilt, in die in der Zwischenkriegszeit vor allem aus Polen, Rumänien und der Ukraine eingewanderte jüdische Arbeiter- und Handwerkerfamilien einzogen. Um möglichst viel Wohn- und Arbeitsraum zu schaffen, wurde das Gebäude um drei Etagen aufgestockt und um zahlreiche Anbauten erweitert. Bei der Massenrazzia des Vélodrome d’Hiver 1942 unter der deutschen Besatzung wurden zahlreiche jüdische Bewohner festgenommen und deportiert, von denen dreizehn in Konzentrationslagern umgebracht wurden.
1962 erwarb die Stadt Paris das Gebäude und richtete dort das Stadtarchiv ein. Im Zuge der Restaurierungsarbeiten für das neue Museum wurden die verschiedenen An- und Aufbauten wieder abgerissen und das Aussehen des ehemaligen Adelspalastes aus der Zeit der ersten Hälfte des 17. Jahrhunderts weitgehend wieder hergestellt.

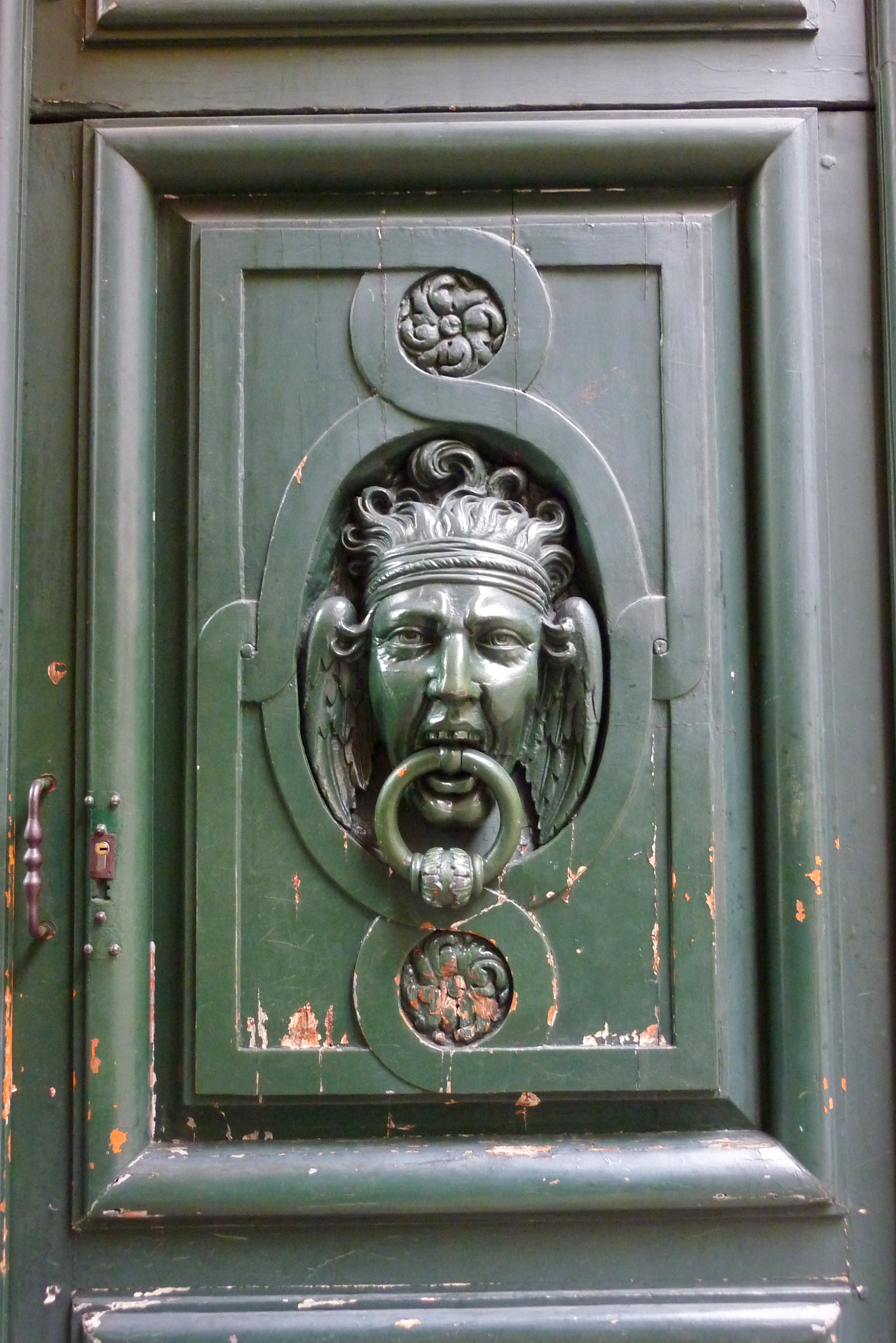
Eingangstür

## Architektur

### Außenbau
Den Eingang an der Rue du Temple prägt ein monumentales Tor mit einer zweiflügeligen Holztür, die mit vier indianischen Köpfen skulptiert ist. Dahinter öffnet sich ein großer Innenhof, der auf vier Seiten von gleich gestalteten Fassaden umgeben ist. Die untere Etage wird von Rundbogenarkaden gegliedert, zwischen denen mit korinthischen Kapitellen bekrönte Pilaster angeordnet sind. Diese setzen sich über die erste Etage bis zum Ansatz der oberen Fenster fort. Unter dem Dachansatz verläuft ein weit überstehendes, von skulptierten Kragsteinen getragenes Gesims. Der Bogen der mittleren Arkade, der Eingang zum Hauptgebäude, ist mit einem Flechtbandfries und einem Tympanon verziert, auf dem Putten und Füllhörner dargestellt sind.
Die Südfassade ist einer Mauer der Stadtbefestigung von Philippe Auguste (1165–1223) vorgeblendet und gaukelt die Illusion eines Gebäudetraktes vor. Auf der rechten Seite führt ein Durchgang zu den ehemaligen Nebengebäuden.

### Innenraum
Man betritt das Hauptgebäude über ein Vestibül, das mit Pilastern und Nischen für Büsten ausgestattet ist. Es führt zu einem monumentalen Treppenaufgang, der bei der Restaurierung des Hôtels nach den Plänen von Le Muet wieder rekonstruiert wurde.
Der Raum, der sich an die Buchhandlung anschließt und in dem heute eine Cafeteria untergebracht ist, war von Le Muet als Speisezimmer vorgesehen und befand sich in der Nähe der Küche. Um 1640 setzte sich in den Hôtels particuliers der Gebrauch eines eigens den Mahlzeiten vorbehaltenen Raumes durch. Bei der Restaurierung entdeckte man an den Wänden und der Decke Grisaillemalereien, die in die Zeit vor 1650 datiert werden. Aufgrund der großen Ähnlichkeit mit den Grisaillen im Schloss von Tanlay, bei dem ebenfalls Pierre Le Muet als Architekt tätig war, werden die Malereien Rémy Vuibert (1600–1652) zugeschrieben.

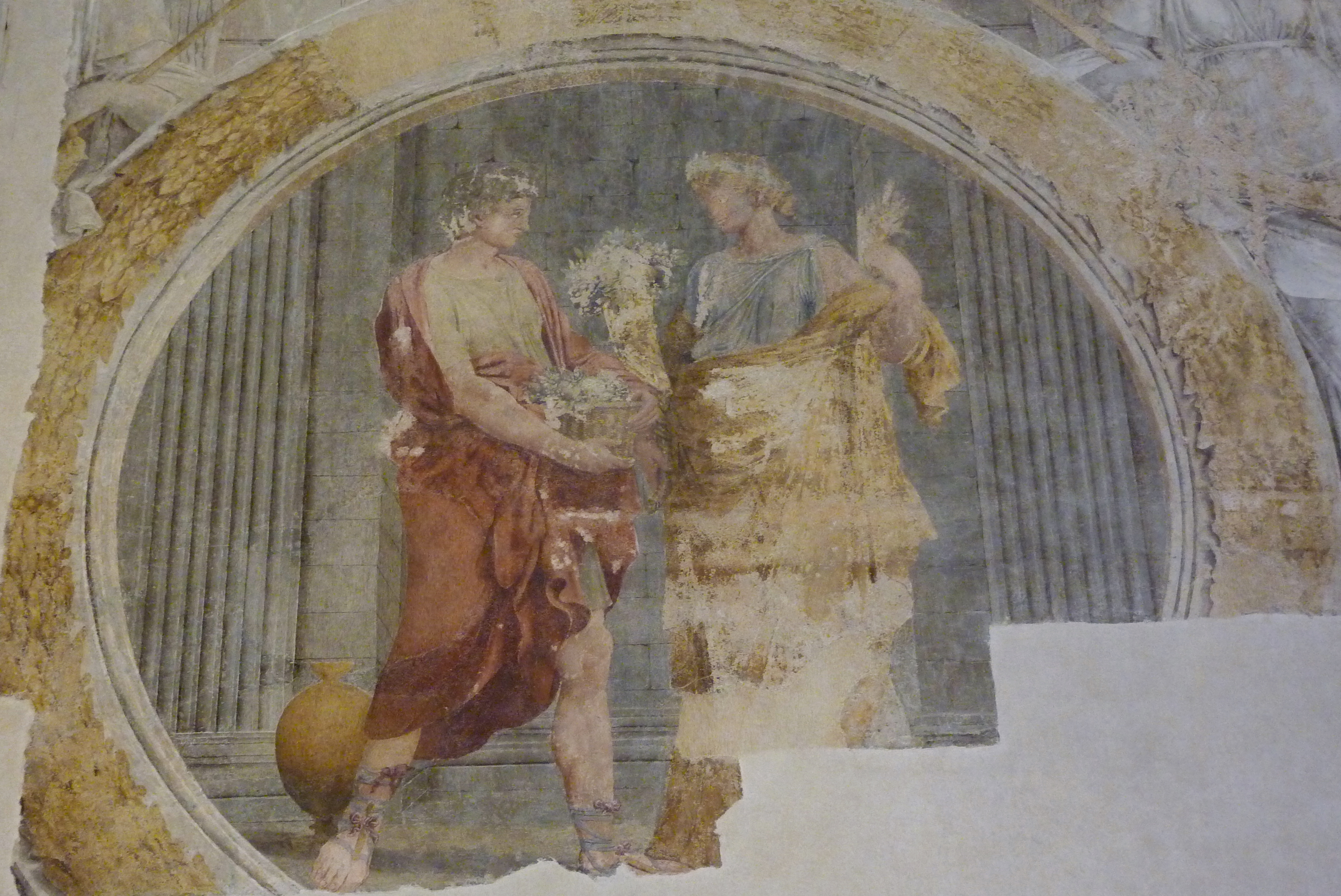
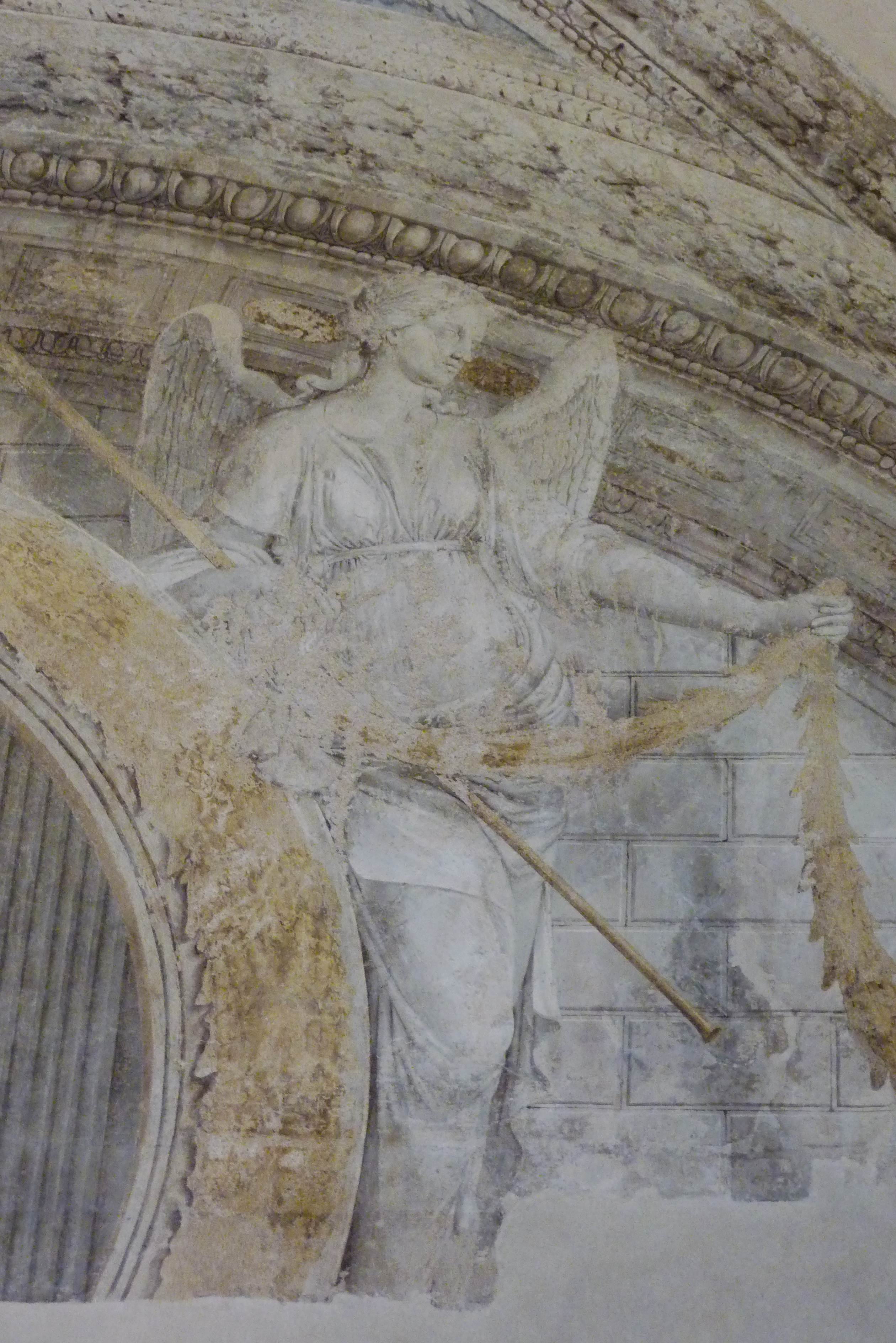
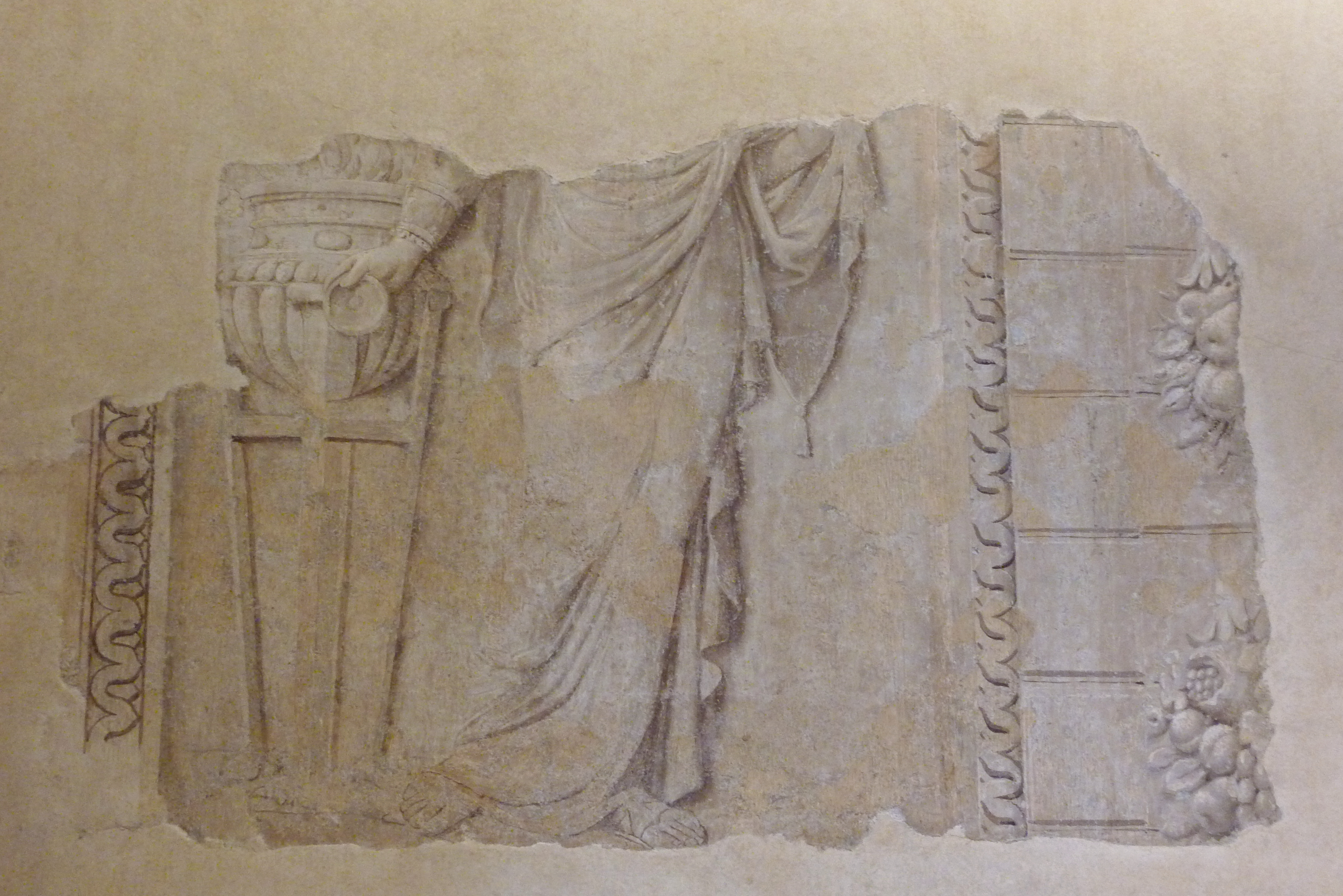
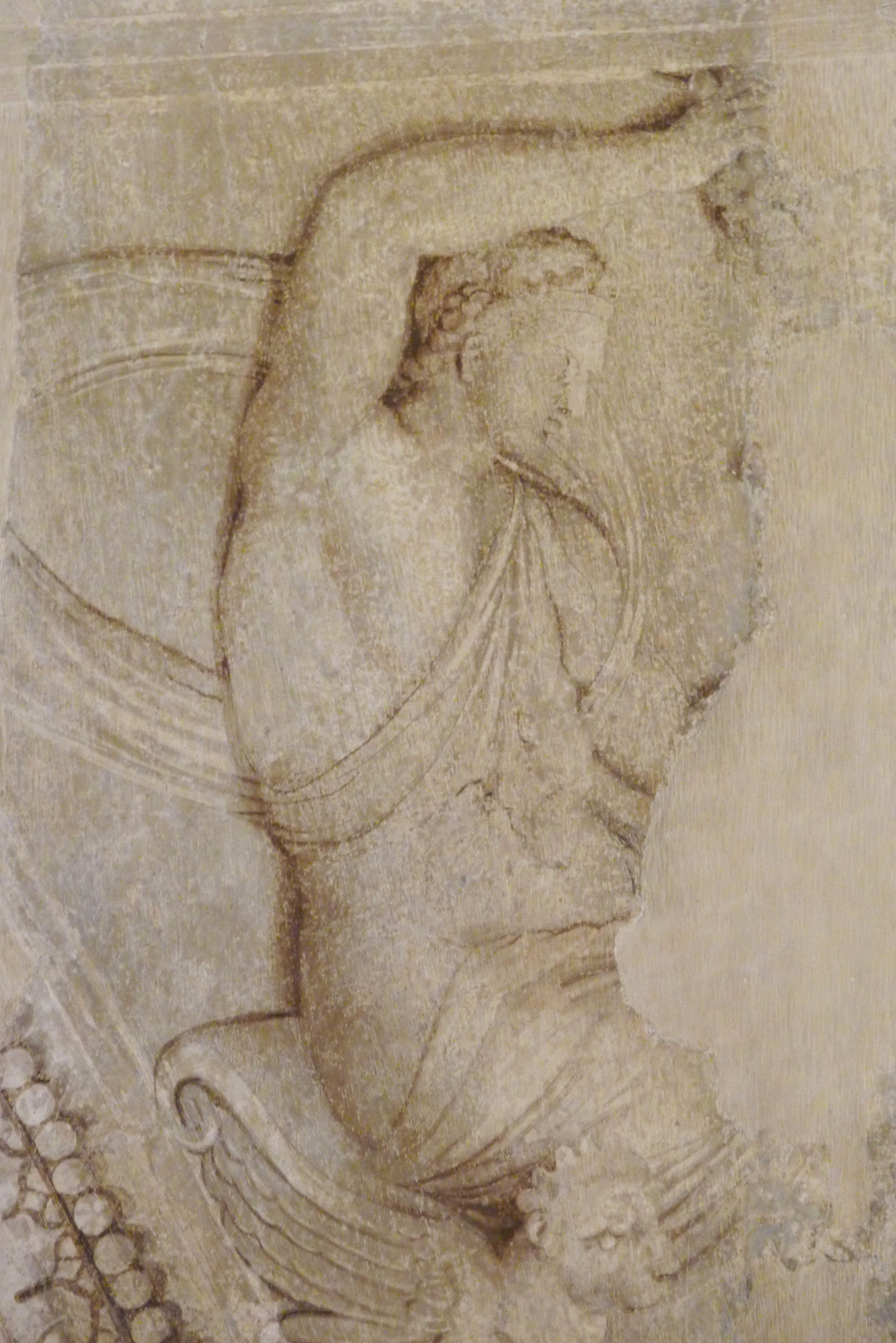